# Partido de Zárate
Zárate es uno de los 135 partidos de la provincia argentina de Buenos Aires.  
Ocupa 1185 km². Con una población de 132 221 habitantes con una densidad de 111 hab./km². Está ubicado a orillas del río Paraná de las Palmas. Su cabecera y localidad más poblada es la ciudad de Zárate, la cual es considerada la capital provincial del tango, por los trabajos de los hermanos Homero y Virgilio Expósito y Armando Pontier, además de ser la capital nacional de la colombofilia.
Entre el 24 de junio de 1932 y el 21 de junio de 1946, se llamó "José Félix Uriburu".

## Geografía

### Límites
Limita con los partidos de Campana, Baradero, San Antonio de Areco, Exaltación de la Cruz, y con el Departamento Islas del Ibicuy, en la Provincia de Entre Ríos.

### Sismicidad
La región responde a las subfallas «del río Paraná», y «del río de la Plata», y a la falla de «Punta del Este», con sismicidad baja; y su última expresión se produjo el 5 de junio de 1888 (137 años), a las 3.20 UTC-3, con una magnitud aproximadamente de 5,0 en la escala de Richter (terremoto del Río de la Plata de 1888).
La Defensa Civil municipal debe advertir sobre escuchar y obedecer acerca de 
Área de
- Tormentas severas, poco periódicas, con Alerta Meteorológico
- Baja sismicidad, con silencio sísmico de 137 años

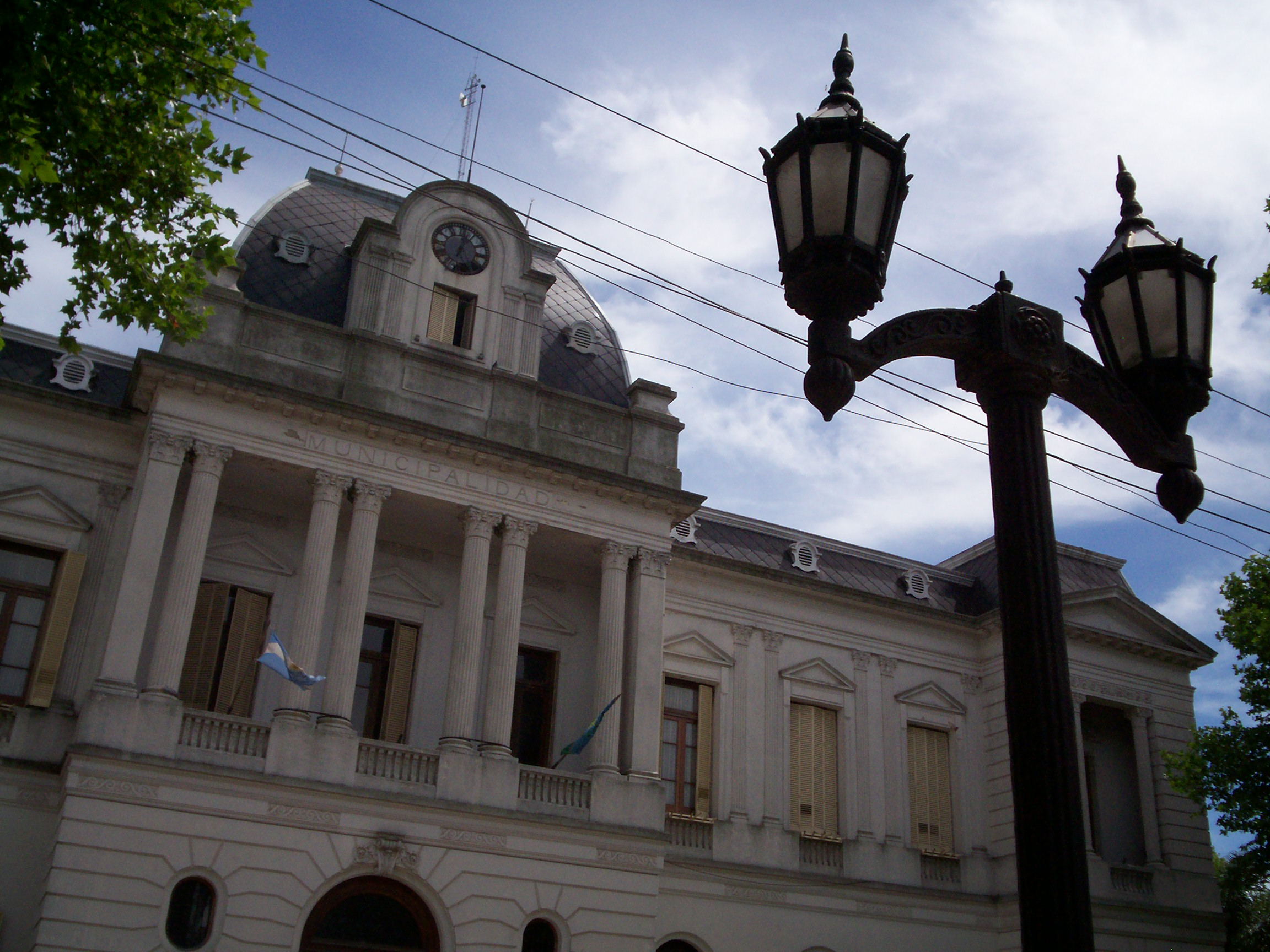
Palacio de la Municipalidad de Zárate.

## Política
Ver: Anexo:Intendentes de Zárate

### Intendentes desde 1983
| Intendente          | Mandato                                           | Partido | Partido | Alianza | Alianza |
| ------------------- | ------------------------------------------------- | ------- | ------- | ------- | ------- |
| Aldo Luis Arrighi   | 10 de diciembre de 1983 - 10 de diciembre de 1987 |         | PSD     |         | ADS     |
| Aldo Luis Arrighi   | 10 de diciembre de 1987 - 10 de diciembre de 1991 |         | PSD     |         | US      |
| Aldo Luis Arrighi   | 10 de diciembre de 1991 - 10 de diciembre de 1995 |         | PSD     |         | US-DP   |
| Oscar Felipe Morano | 10 de diciembre de 1995 - 10 de diciembre de 1999 |         | PJ      |         | FREJUFE |
| Oscar Felipe Morano | 10 de diciembre de 1999 - 10 de diciembre de 2003 |         | PJ      | CJ      |         |
| Elio Omar Bernués   | 10 de diciembre de 2003 - 10 de diciembre de 2007 |         |         | —       |         |
| Osvaldo Cáffaro     | 10 de diciembre de 2007 - 10 de diciembre de 2011 |         | NZ      |         | CC      |
| Osvaldo Cáffaro     | 10 de diciembre de 2011 - 10 de diciembre de 2015 |         | NZ      |         | FpV     |
| Osvaldo Cáffaro     | 10 de diciembre de 2015 - 10 de diciembre de 2019 |         | NZ      |         | —       |
| Osvaldo Cáffaro     | 10 de diciembre de 2019 - 10 de diciembre de 2023 |         | NZ      |         | FdT     |
| Marcelo Matzkin     | 10 de diciembre de 2023 - En el cargo             |         | PRO     |         | JxC     |

### Elecciones municipales

#### Elecciones en la década de 2020
|  | 42,36 % |

|  | 39,71 % |

|  | 15,92 % |

|  | 2,01 % |

|  | 90,24 % |

|  | 9,14 % |

|  | 0,63 % |

|  | 79,44 % |

|  | 100 % |

|  | 40,62 % |

|  | 34,51 % |

|  | 8,39 % |

|  | 6,06 % |

|  | 4,70 % |

|  | 3,65 % |

|  | 2,08 % |

|  | 95,29 % |

|  | 3,50 % |

|  | 1,21 % |

|  | 72,98 % |

|  | 100 % |

#### Elecciones en la década de 2010
|  | 59,97 % |

|  | 30,72 % |

|  | 5,17 % |

|  | 2,58 % |

|  | 1,57 % |

|  | 91,61 % |

|  | 7,84 % |

|  | 0,55 % |

|  | 82,74 % |

|  | 100 % |

|  | 36,40 % |

|  | 24,23 % |

|  | 18,65 % |

|  | 11,78 % |

|  | 3,43 % |

|  | 3,42 % |

|  | 2,10 % |

|  | 94,07 % |

|  | 5,01 % |

|  | 0,92 % |

|  | 79,63 % |

|  | 100 % |

|  | 40,60 % |

|  | 20,26 % |

|  | 20,20 % |

|  | 14,57 % |

|  | 2,30 % |

|  | 2,08 % |

|  | 91,54 % |

|  | 7,93 % |

|  | 0,53 % |

|  | 82,57 % |

|  | 100 % |

|  | 35,36 % |

|  | 18,86 % |

|  | 13,55 % |

|  | 13,16 % |

|  | 8,88 % |

|  | 5,39 % |

|  | 3,70 % |

|  | 1,09 % |

|  | 92,80 % |

|  | 6,29 % |

|  | 0,90 % |

|  | 82,05 % |

|  | 100 % |

|  | 63,94 % |

|  | 21,06 % |

|  | 7,29 % |

|  | 3,31 % |

|  | 2,41 % |

|  | 1,99 % |

|  | 91,24 % |

|  | 8,18 % |

|  | 0,58 % |

|  | 83,40 % |

|  | 100 % |

#### Elecciones en la década de 2000
|  | 17,68 % |

|  | 9,85 % |

|  | 30,53 % |

|  | 25,57 % |

|  | 18,04 % |

|  | 5,07 % |

|  | 4,07 % |

|  | 9,14 % |

|  | 7,87 % |

|  | 3,24 % |

|  | 2,05 % |

|  | 1,99 % |

|  | 0,91 % |

|  | 0,67 % |

|  | 89,53 % |

|  | 9,20 % |

|  | 1,28 % |

|  | 77,86 % |

|  | 100 % |

|  | 27,79 % |

|  | 14,82 % |

|  | 43,33 % |

|  | 24,78 % |

|  | 21,02 % |

|  | 4,12 % |

|  | 2,92 % |

|  | 1,91 % |

|  | 1,56 % |

|  | 1,18 % |

|  | 1,10 % |

|  | 1,10 % |

|  | 0,61 % |

|  | 0,50 % |

|  | 0,26 % |

|  | 90,18 % |

|  | 8,80 % |

|  | 1,02 % |

|  | 77,55 % |

|  | 100 % |

|  | 41,23 % |

|  | 18,21 % |

|  | 10,13 % |

|  | 7,63 % |

|  | 6,23 % |

|  | 5,21 % |

|  | 4,37 % |

|  | 2,36 % |

|  | 1,52 % |

|  | 0,95 % |

|  | 0,79 % |

|  | 0,53 % |

|  | 0,44 % |

|  | 0,40 % |

|  | 86,60 % |

|  | 11,87 % |

|  | 1,53 % |

|  | 79,30 % |

|  | 100 % |

|  | 40,80 % |

|  | 35,85 % |

|  | 9,04 % |

|  | 5,82 % |

|  | 3,60 % |

|  | 1,69 % |

|  | 1,37 % |

|  | 1,28 % |

|  | 0,64 % |

|  | 0,00 % |

|  | 89,04 % |

|  | 10,11 % |

|  | 0,85 % |

|  | 75,16 % |

|  | 100 % |

|  | 29,32 % |

|  | 6,04 % |

|  | 1,48 % |

|  | 0,01 % |

|  | 0,00 % |

|  | 36,85 % |

|  | 17,78 % |

|  | 10,55 % |

|  | 9,96 % |

|  | 5,88 % |

|  | 5,64 % |

|  | 4,07 % |

|  | 3,40 % |

|  | 3,38 % |

|  | 1,94 % |

|  | 0,55 % |

|  | 75,90 % |

|  | 9,65 % |

|  | 11,45 % |

|  | 79,59 % |

|  | 100 % |

#### Elecciones en la década de 1990
|  | 36,68 % |

|  | 7,80 % |

|  | 4,33 % |

|  | 48,82 % |

|  | 42,73 % |

|  | 5,55 % |

|  | 1,48 % |

|  | 0,76 % |

|  | 0,66 % |

|  | 91,30 % |

|  | 8,07 % |

|  | 0,63 % |

|  | 86,46 % |

|  | 100 % |

|  | 50,17 % |

|  | 39,80 % |

|  | 6,22 % |

|  | 1,70 % |

|  | 1,15 % |

|  | 0,95 % |

|  | 91,48 % |

|  | 7,71 % |

|  | 0,81 % |

|  | 83,75 % |

|  | 100 % |

|  | 44,80 % |

|  | 43,71 % |

|  | 9,56 % |

|  | 1,54 % |

|  | 0,38 % |

|  | 86,66 % |

|  | 12,91 % |

|  | 0,42 % |

|  | 85,25 % |

|  | 100 % |

|  | 38,90 % |

|  | 21,99 % |

|  | 18,40 % |

|  | 8,44 % |

|  | 6,03 % |

|  | 3,69 % |

|  | 1,24 % |

|  | 0,90 % |

|  | 0,42 % |

|  | 91,25 % |

|  | 7,69 % |

|  | 1,07 % |

|  | 83,92 % |

|  | 100 % |

|  | 45,54 % |

|  | 27,81 % |

|  | 16,71 % |

|  | 2,66 % |

|  | 1,69 % |

|  | 1,48 % |

|  | 1,43 % |

|  | 0,76 % |

|  | 0,72 % |

|  | 0,61 % |

|  | 0,59 % |

|  | 91,86 % |

|  | 7,17 % |

|  | 0,97 % |

|  | 84,06 % |

|  | 100 % |

#### Elecciones en la década de 1980
|  | 47,44 % |

|  | 22,93 % |

|  | 21,33 % |

|  | 4,15 % |

|  | 3,95 % |

|  | 0,20 % |

|  | 90,86 % |

|  | 8,69 % |

|  | 0,45 % |

|  | 87,85 % |

|  | 100 % |

|  | 44,92 % |

|  | 28,67 % |

|  | 19,64 % |

|  | 1,79 % |

|  | 1,60 % |

|  | 1,11 % |

|  | 0,80 % |

|  | 0,48 % |

|  | 0,35 % |

|  | 0,27 % |

|  | 0,23 % |

|  | 0,15 % |

|  | 96,21 % |

|  | 2,66 % |

|  | 1,13 % |

|  | 86,41 % |

|  | 100 % |

|  | 34,78 % |

|  | 24,84 % |

|  | 19,34 % |

|  | 8,28 % |

|  | 5,30 % |

|  | 3,81 % |

|  | 2,61 % |

|  | 0,54 % |

|  | 0,34 % |

|  | 0,17 % |

|  | 95,74 % |

|  | 3,21 % |

|  | 1,05 % |

|  | 85,73 % |

|  | 100 % |

|  | 34,90 % |

|  | 30,53 % |

|  | 25,94 % |

|  | 3,43 % |

|  | 1,47 % |

|  | 1,44 % |

|  | 0,69 % |

|  | 0,43 % |

|  | 0,39 % |

|  | 0,39 % |

|  | 0,38 % |

|  | 95,52 % |

|  | 4,03 % |

|  | 0,45 % |

|  | 86,33 % |

|  | 100 % |

#### Elecciones en la década de 1970 y 1960
|  | 45,81 % |

|  | 16,25 % |

|  | 11,19 % |

|  | 8,44 % |

|  | 7,25 % |

|  | 5,00 % |

|  | 3,75 % |

|  | 1,30 % |

|  | 0,65 % |

|  | 0,35 % |

|  | 95,87 % |

|  | 3,76 % |

|  | 0,37 % |

|  | 39,95 % |

|  | 18,98 % |

|  | 13,73 % |

|  | 3,79 % |

|  | 3,75 % |

|  | 3,66 % |

|  | 3,36 % |

|  | 2,61 % |

|  | 1,75 % |

|  | 1,54 % |

|  | 0,88 % |

|  | 92,71 % |

|  | 7,29 % |

|  | 31,77 % |

|  | 21,80 % |

|  | 13,24 % |

|  | 11,83 % |

|  | 9,77 % |

|  | 7,48 % |

|  | 4,11 % |

|  | 70,73 % |

|  | 27,03 % |

|  | 2,24 % |

## Localidades
Población según censo 2010.
- Zárate (ciudad cabecera): 98.522 hab.
- Lima: 10.219 hab.
- Escalada: 213 hab.

## Demografía
Según los resultados definitivos del censo de 2022 la población del partido alcanza los 132.216 habitantes.

### Estructura
La población se encuentra repartida en 67 519 mujeres y 64 697 hombres, con un índice de masculinidad de 95,8 hombres por cada 100 mujeres. 
La edad mediana de la población es de 32 años (32 años entre las mujeres y 31 años entre los hombres).
El 10,8% de la población tiene más de 65 años (frente al 9,8% en 2010), y el 2,5% de la población tiene más de 80 años (frente al 2,4% en 2010)

### Salud y educación
El 69,2% de la población tiene al menos un tipo de cobertura de salud. 
Unas 46 810 personas asisten a algún tipo de establecimiento educativo de cualquier nivel y unas 11 706 personas tienen un título terciario o superior (8,8% sobre el total de la población). La tasa de alfabetización es del 99,8

### Migraciones
De las personas residentes en el partido, unas 29 412 (22,2% del total de población) nacieron en otra provincia, y unas 2 796 (2,1% del total de población) lo hicieron fuera del país, siendo los grupos de inmigrantes más numerosos los provenientes de:
- Paraguay: 740 personas
- Bolivia: 473 personas
- Uruguay: 347 personas
- Venezuela: 196 personas
- Italia: 123 personas

### Hogares
En el partido hay un total de 48 731 viviendas  y 45 121 hogares. 
En cuanto al régimen de tenencia y regularidad de la propiedad de las viviendas, el 61,7% es propia, el 17,2% es alquilada, el 8,1% es cedida o prestada, y el resto se encuentra en otra situación.
Sobre el total de hogares, 40 524 (89,8% del total) tiene acceso a red pública de agua corriente, 28 046 (62,1% del total) tiene desagüe y descarga a red pública cloacal, 24 224 (53,7% del total) tiene acceso a red pública de gas, y 35 476 (78,6% del total) tiene acceso a red de internet en la vivienda. 

## Vías de comunicación

### Terrestres
- Autopista Buenos Aires - Rosario
- RN 12
- RN 193
- RP 6
- Complejo Ferrovial Zárate - Brazo Largo

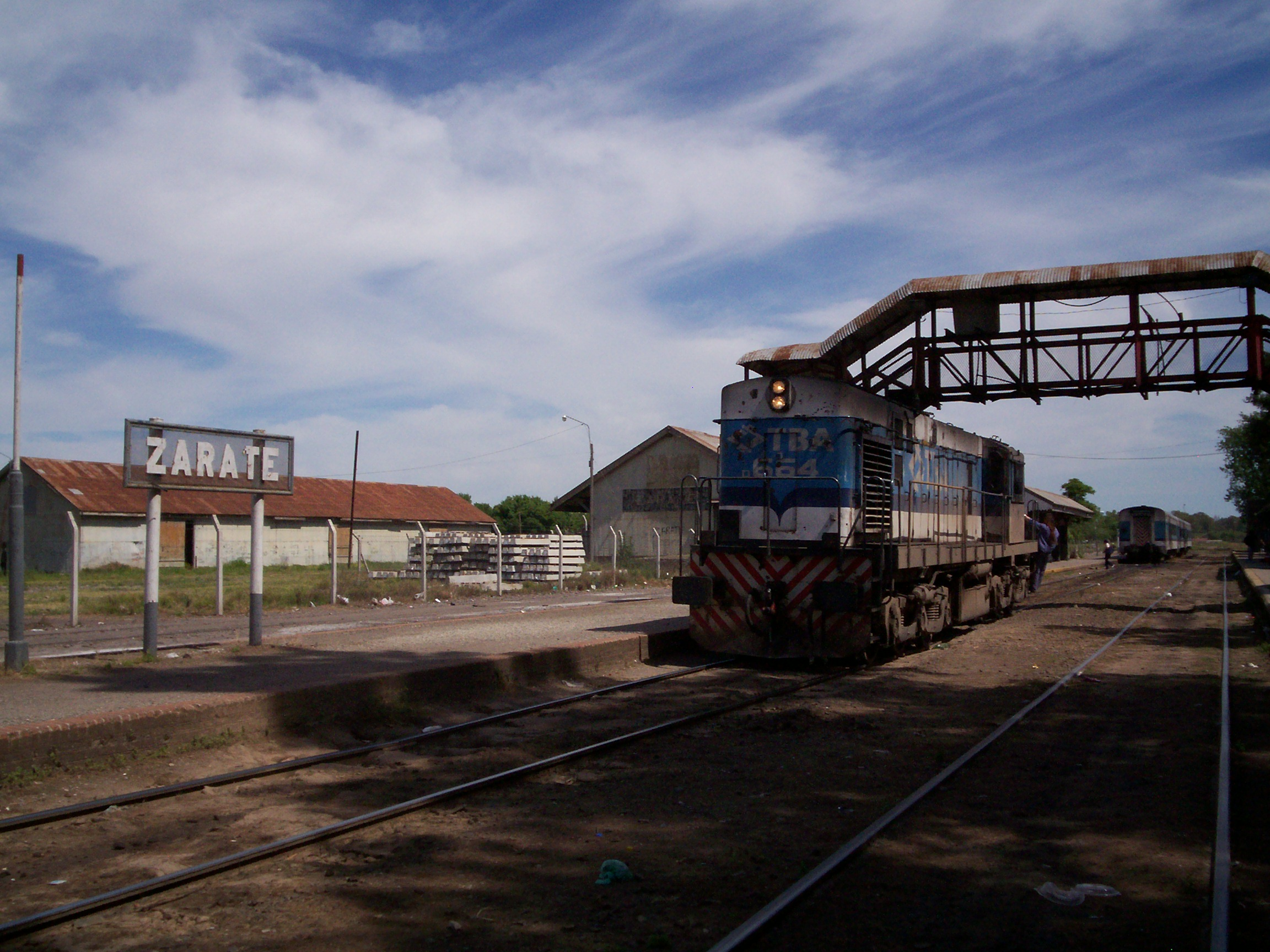
Estación Zárate del Ferrocarril Mitre.

- Camino 038

### Ferrocarriles
- Estación Zárate, FFCC Mitre
- Estación Zárate, FFCC Urquiza Zarate Alto - Zarate Bajo Ex FCCBA Ferrocarril Central de Buenos Aires (sin tránsito) FFCC Urquiza Cargas Cabecera Zarate Nuevo (Activo)

## Actividades deportivas
En el partido se encuentran las instalaciones del Club Atlético Defensores Unidos, equipo de fútbol que se desempeña en la Primera B del fútbol argentino.

## Personalidades de Zárate
- Homero Expósito
- Virgilio Expósito
- Armando Pontier
- Raúl Beron
- Tito Alberti (famoso baterista de jazz y padre de Charly Alberti)
- Ricardo Gamero (Mr. Chassman)
- Abel Beltrami (cineasta y diputado)
- Raúl de la Torre (cineasta)
- Gustavo Patiño
- Leandro Daniel González (bajista)
- Rubén Isidoro (locutor nacido en Campana)
- Nelson Manuel Pequera (tecladista y youtuber)
- Manuel Abrodos (1908) creador del Conjunto de Los Hermanos Abrodos

### Deportistas zarateños
- Ataulfo "Chulo" Sánchez
- Ricardo Bochini
- Sergio Goycochea
- Flavio Zandoná
- Fabián Asmann
- Facundo Pereyra
- Oscar Ahumada
- Sergio Giachello
- Javier Velázquez
- Luis "Pejerrey" Belloso (automovilismo)
- Rubén Álvarez (golf)
- Cusolito (boxeo)
- Thaiel Zarate
- Onofre Marimón